# Милош Рогановић (музичар)
Милош Рогановић (Београд, 1976), познат и као Аспиринац, српски је композитор, текстописац, аранжер и стоматолог.
Завршио је Стоматолошки факултет у Београду. Рогановић свира хармонику и гитару. Био је члан неколико рок и поп бендова. Јавности постаје познат 2007. године, када је песма Аспирин Секе Алексић, за коју пише музику и текст заједно са Филипом Милетићем, постала хит, по овој песми добијају надимак Аспиринци. Сарађивао је са Жељком Јоксимовићем, Наташом Беквалац, Сашом Ковачевићем, Северином, Аном Николић итд.